# Retelling
Retelling – opowiedzenie na nowo rozpoznawalnej w kulturze historii, np. baśni, mitu lub legendy, najczęściej w powieści należącej do gatunku fantasy. Termin spopularyzowany w Polsce przez Andrzeja Sapkowskiego w Rękopisie znalezionym w Smoczej Jaskini. Pojawia się jednak w badaniach literatury nie tylko fantastycznej, gdzie bywa określany „renarracją”, „rewokacją” lub „reinterpretacją”.
Przykłady:
- zbiory opowiadań: Ostatnie życzenie i Miecz przeznaczenia Andrzeja Sapkowskiego– elementy retellingów klasycznych baśni[2]
- Mgły Avalonu Marion Zimmer Bradley– retelling opowieści arturiańskich
- Był sobie raz na zawsze król – retelling Le Morte d’Arthur Malory’ego
- Geekerella, Księżniczka i fangirl oraz Zaczytana i Bestia Ashley Poston – retellingi klasycznych baśni